# Żywienie dojelitowe
Żywienie dojelitowe – jedna z form leczenia żywieniowego, które polega na podawaniu substancji odżywczych, wody, białka, elektrolitów, pierwiastków śladowych do światła przewodu pokarmowego drogą inną niż doustna. Zwykle osiąga się to przez:
- zgłębnik wprowadzony przez nos do żołądka, dwunastnicy lub jelita (w przypadku krótkotrwałego leczenia).
- w przypadku konieczności długotrwałego leczenia (na przykład wskutek zwężenia przełyku w przebiegu raka przełyku czy zbliznowacenia po oparzeniu) – chirurgiczne założenie tak zwanej przetoki odżywczej, pod postacią:
  - gastrostomii - cewnik wprowadzany do żołądka
  - mikrojejunostomii - cewnik wprowadzany do jelita cienkiego.

Podstawowym ograniczeniem tego typu leczenia jest konieczność prawidłowej funkcji przewodu pokarmowego, dlatego podstawowymi przeciwwskazaniami do tego typu leczenia jest niedrożność przewodu pokarmowego i biegunka. Pozostałe przeciwwskazania to wstrząs lub niewyrażenie zgody na ten typ leczenia przez chorego.